# آن بارتون (ممثلة)
آن بارتون (بالإنجليزية: Anne Barton)‏ هي ممثلة أمريكية، ولدت في 20 مارس 1924 في إيفانسفيل في الولايات المتحدة، وتوفيت في 27 نوفمبر 2000 في لوس أنجلوس في الولايات المتحدة.

## وصلات خارجية
- آن بارتون على موقع IMDb (الإنجليزية)
- آن بارتون على موقع قاعدة بيانات برودواي على الإنترنت (الإنجليزية)
- آن بارتون على موقع قاعدة بيانات الأفلام السويدية (السويدية)
- آن بارتون على موقع قاعدة بيانات الفيلم (الإنجليزية)